# 卡爾滕山 (韋爾瓦爾阿爾卑斯山脈)
47°5′14″N 10°8′14″E / 47.08722°N 10.13722°E

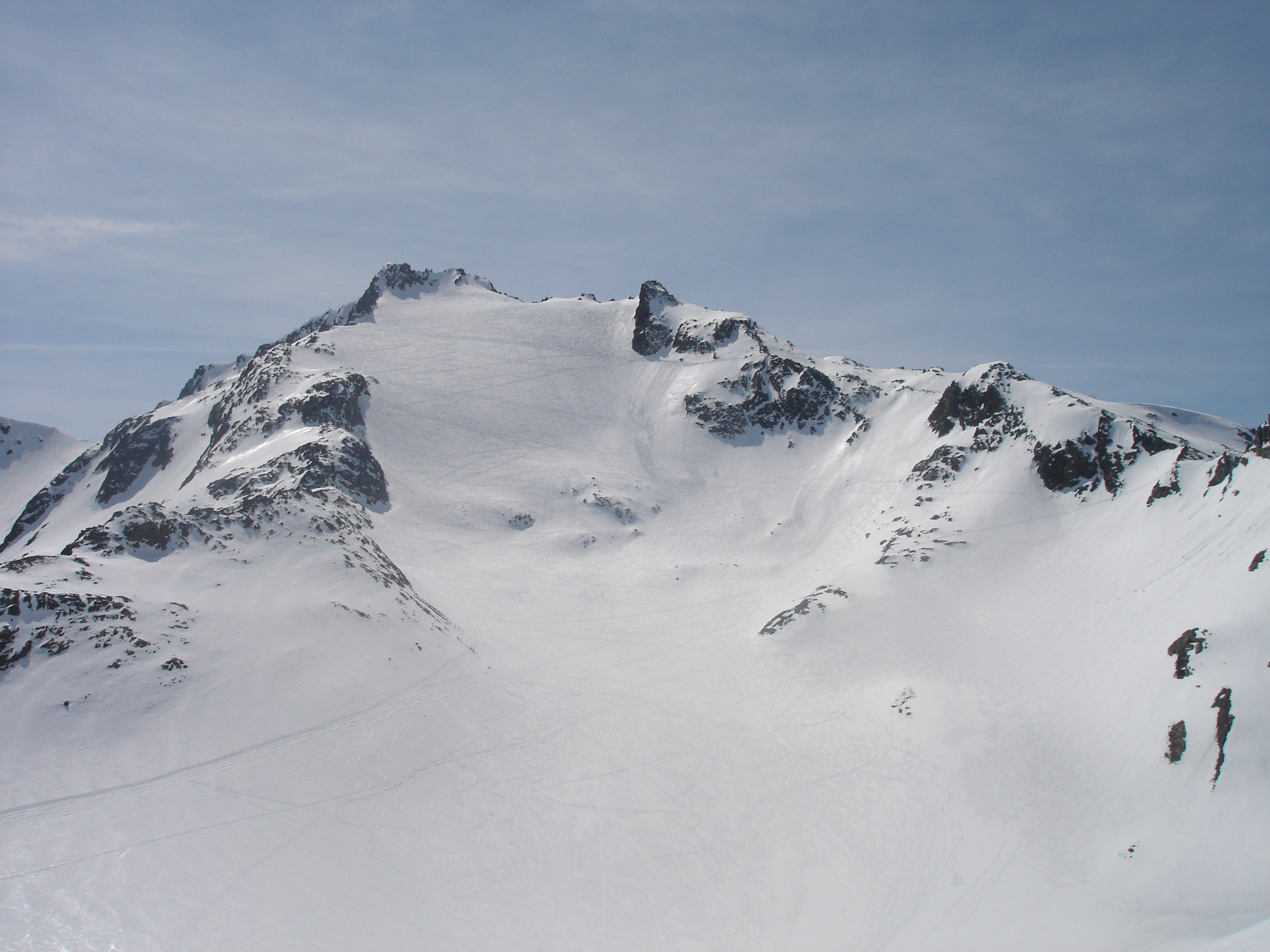

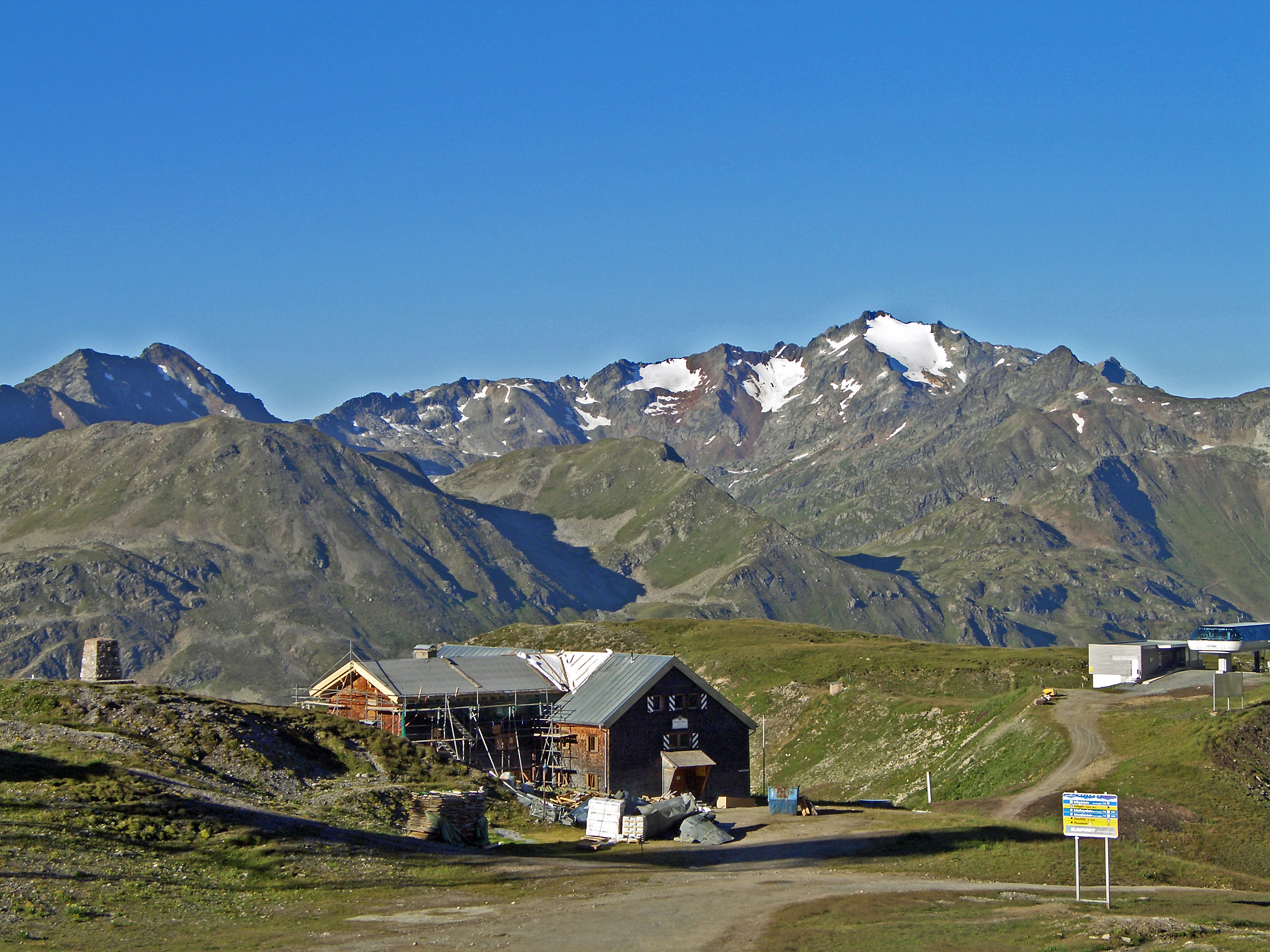

卡爾滕山（德語：Kaltenberg），是奧地利的山峰，位於該國西部，處於蒂羅爾州和福拉爾貝格州接壤的邊界，屬於韋爾瓦爾阿爾卑斯山脈的一部分，處於卡爾滕山以西，距離帕特里奧爾山5.6公里，海拔高度2,912米。